# Natasha Domínguez
Natasha Alexandra Domínguez Boscán, là một nữ diễn viên người Venezuela. Cô là một trong những người lọt vào vòng chung kết cuộc thi Elite Model Look Venezuela 2006, được tổ chức tại Caracas, Venezuela, vào ngày 10 tháng 10 năm 2006. Domínguez được đại diện cho bang Sucre tham dự cuộc thi Hoa hậu Venezuela 2008, vào ngày 10 tháng 9 năm 2008, và giành danh hiệu Á hậu 1.
Cô đại diện cho Venezuela trong quán cà phê Reinado Internacional del Café 2009, tại Manizales, Colombia, vào ngày 10 tháng 1 năm 2009 và giành được danh hiệu Á hậu 2.
Cô bắt đầu sự nghiệp diễn xuất của mình với Telemundo vào năm 2012, đại diện cho "Anita" trong "El Rostro de la Venganza". Cô cũng tham gia Grachi mùa thứ ba với vai Maggie. Công việc diễn xuất gần đây nhất của cô là với Univision với vai diễn

## Đóng phim

### Vai diễn
| Năm  | Tựa đề              | Vai trò  | Ghi chú |
| ---- | ------------------- | -------- | ------- |
| 2016 | Tình yêu giết chết  | Lucrecía |         |
| 2018 | Sự trả thù của Down | Kaite    |         |

### Vai trò truyền hình
| Năm  | Tựa đề                           | Vai trò                            | Ghi chú                        |
| ---- | -------------------------------- | ---------------------------------- | ------------------------------ |
| 2012 | El Talismán                      | Muñeca                             |                                |
| 2012 | El rostro de la venganza         | Anita                              |                                |
| 2013 | Grachi                           | María Graciela "Maggie" de la Isla | 5 tập                          |
| 2013 | Marido en alquiler               | Diosa                              | 56 tập                         |
| 2014 | Voltea pa 'que te enamores       | Felicia Amezcua                    | 29 tập                         |
| 2015 | Demente hình sự                  | Marcela Celaya                     | 50 tập                         |
| 2017 | La Piloto                        | Amanda Cuadrado                    | 55 tập, 7 là cảnh quay lưu trữ |
| 2017 | La doble vida de Estela Carrillo | Amanda Cuadrado                    | Tập: "Chung kết: Phần 2"       |
| 2017 | Milagros de Navidad              | Elisa Romero                       | Tập: "Una soreaway para Elisa" |
| 2018 | Mi familia perfecta              | Ashley Johnson                     |                                |